# 미누차노
미누차노(이탈리아어: Minucciano)는 이탈리아 토스카나주 루카도에 있는 코무네이다. 피렌체에서 북서쪽으로 90km, 루카에서 북서쪽 45km 거리에 있다.